# Estação Ferroviária de Margão
 

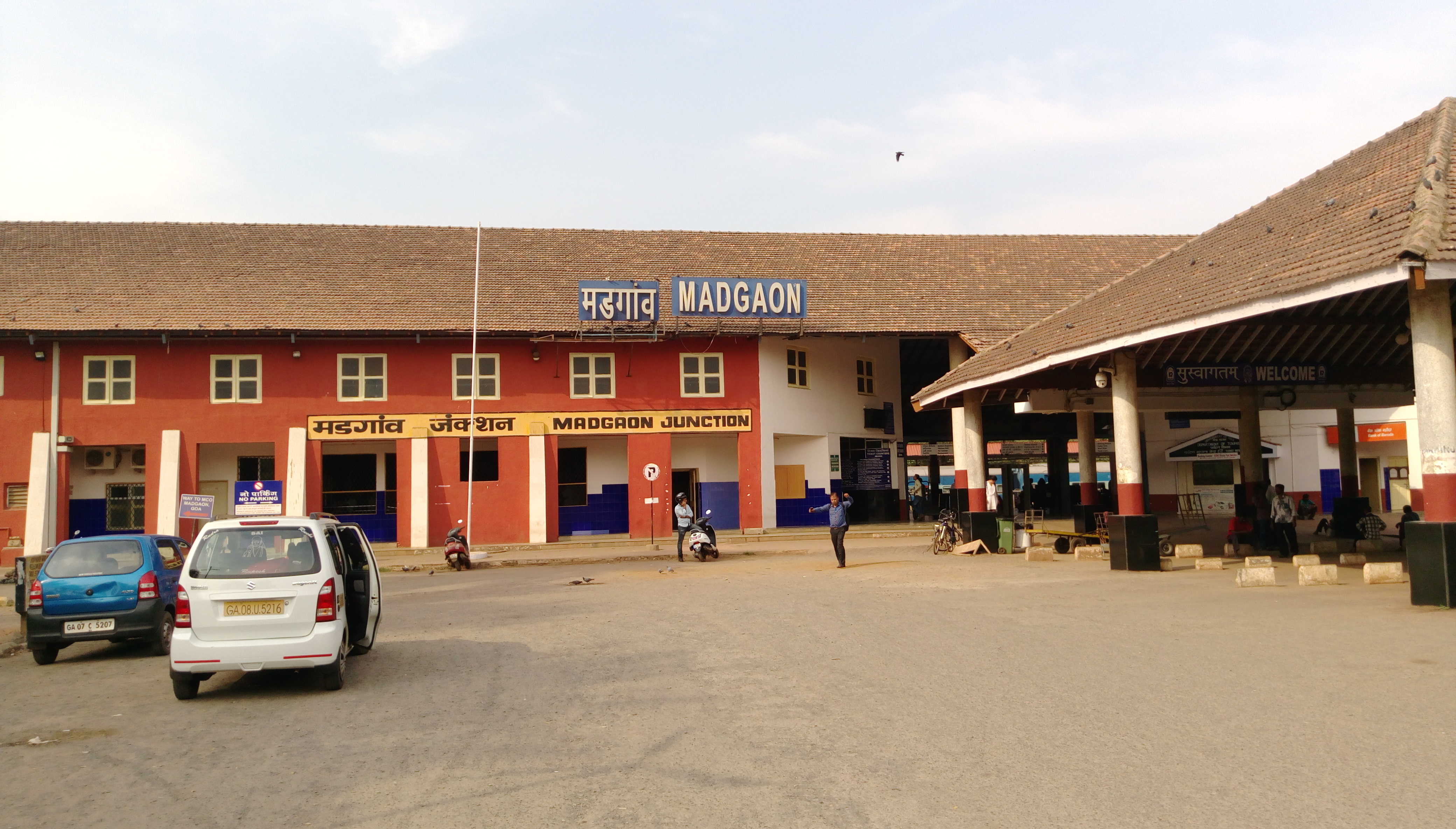
Hall de entrada da estação ferroviária de Margão

A Estação Ferroviária de Margão (código da estação: MAO) ou Estação Ferroviária de Junção de Margão é uma estação ferroviária de junção e importante entroncamento ferroviário da rede das Ferrovias Indianas, especificamente do Caminho de Ferro de Mormugão e do Caminho de Ferro Concão. A estação está em processo de eletrificação e duplicação com a adição de novas plataformas.
Está localizada na cidade de Margão.

## Administração
A Junção de Margão está sob a divisão ferroviária de Baticalá da subsidiária Ferrovias do Concão em Goa.

## Conectividade
O entroncamento ferroviário de Margão, no estado de Goa, tem ligação ferroviária direta com todas as principais cidades metropolitanas da Índia, nomeadamente: Nova Deli, Bombaim, Calcutá, Chenai, Bangalor, Pune e Haiderabade.

## Galeria

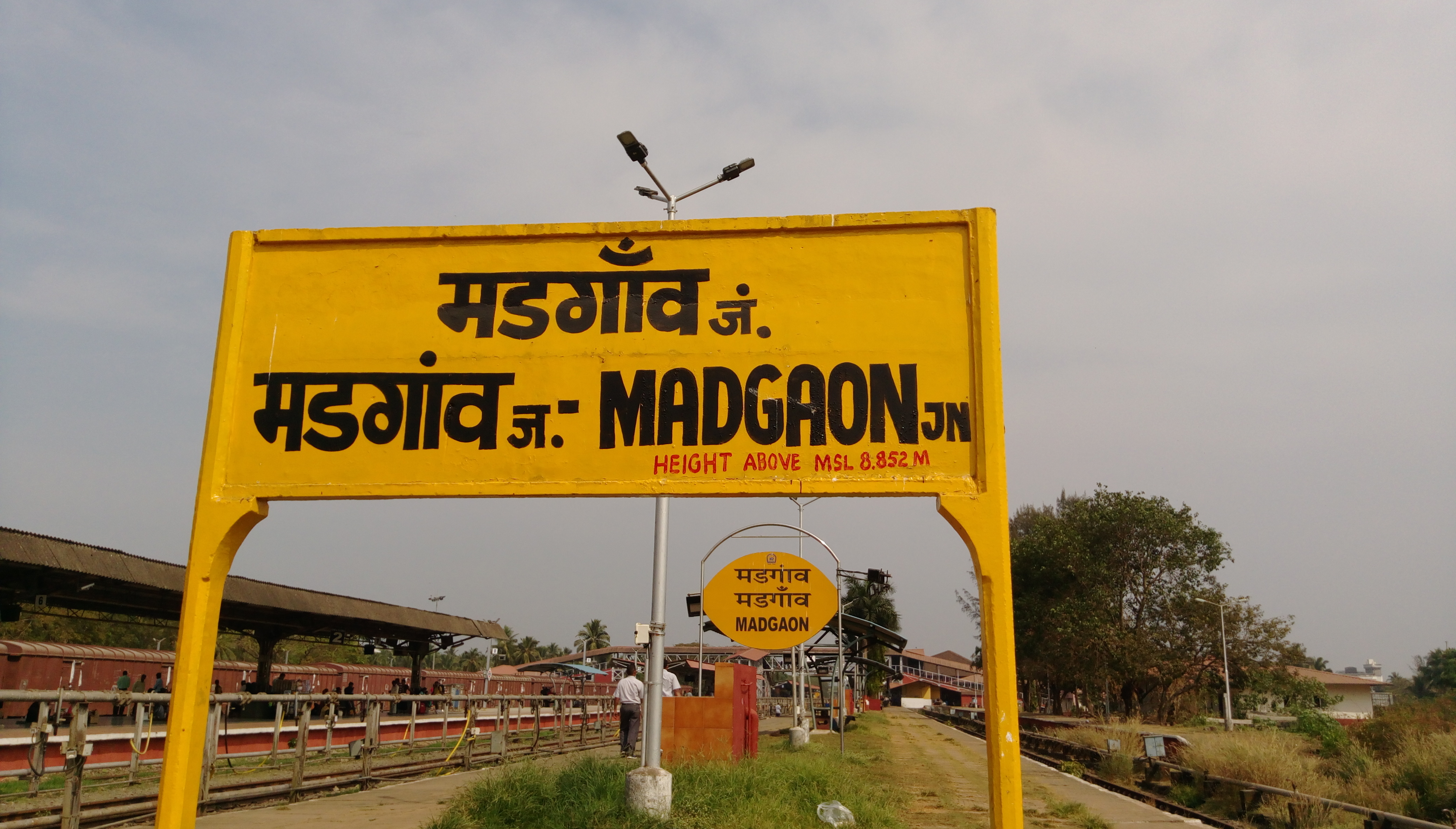
Estação ferroviária de Margão – Placa da estação
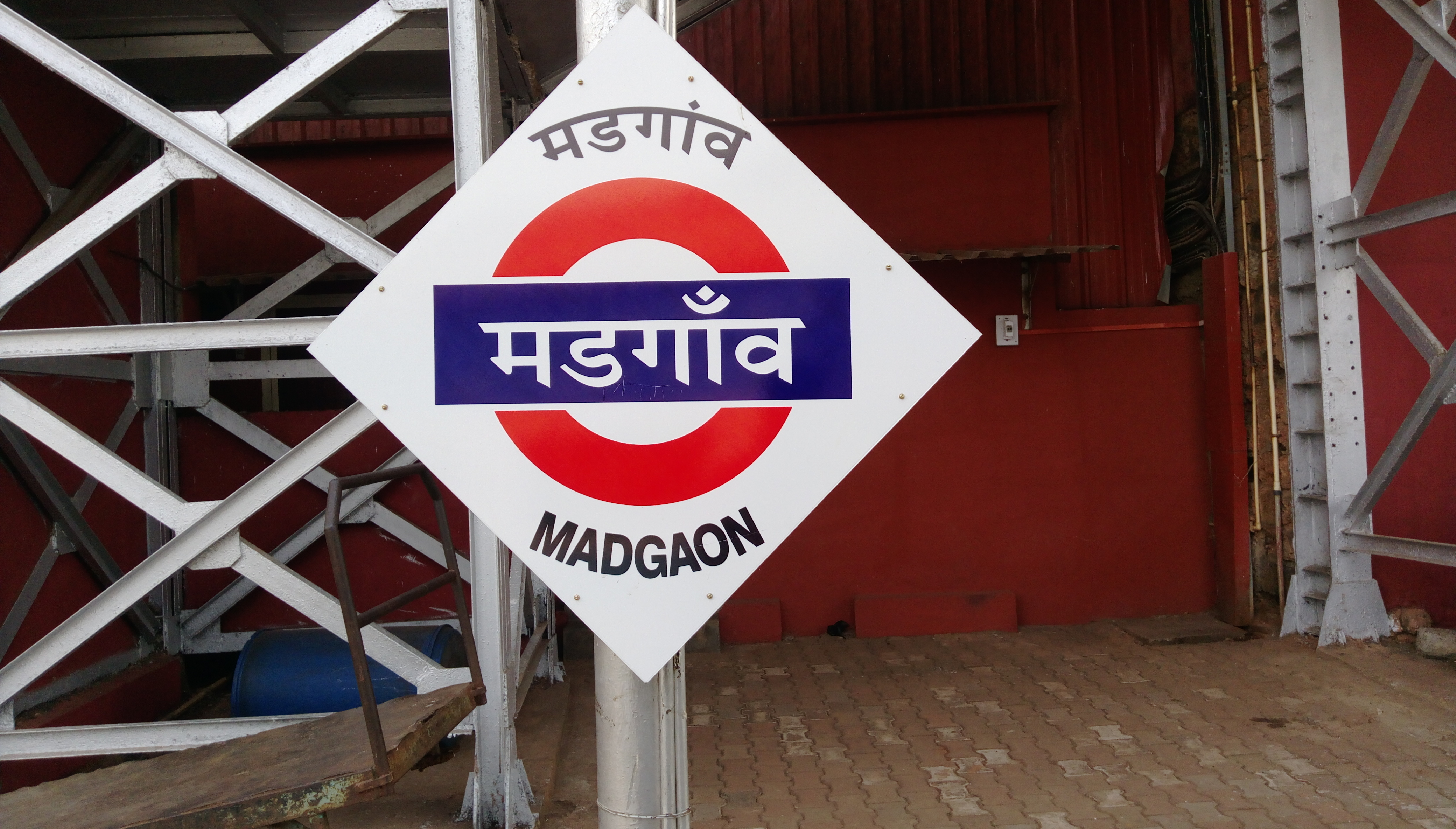
Estação ferroviária de Margão – Plataforma de embarque
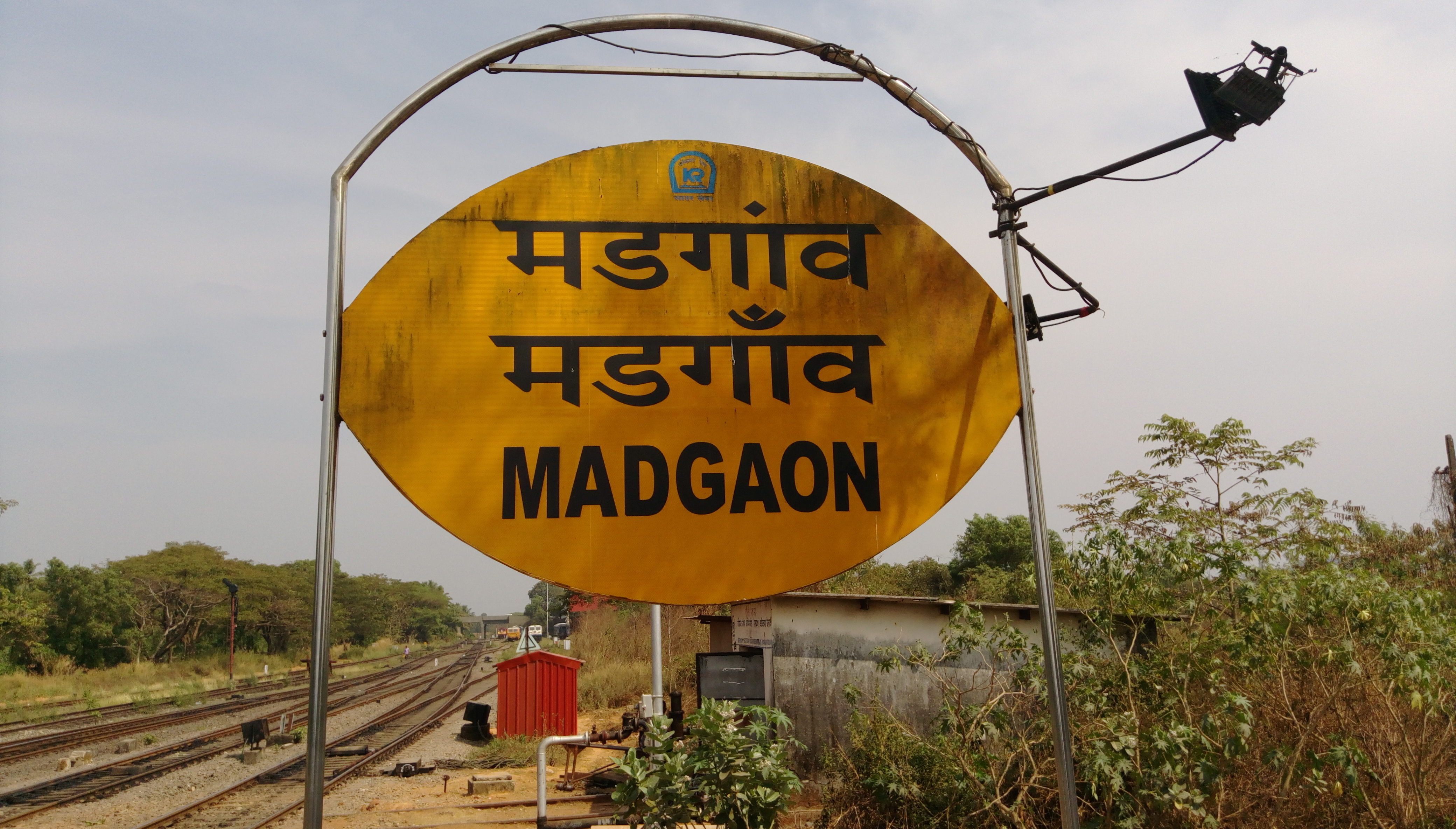
Estação ferroviária de Margão – Placa de estação pequena
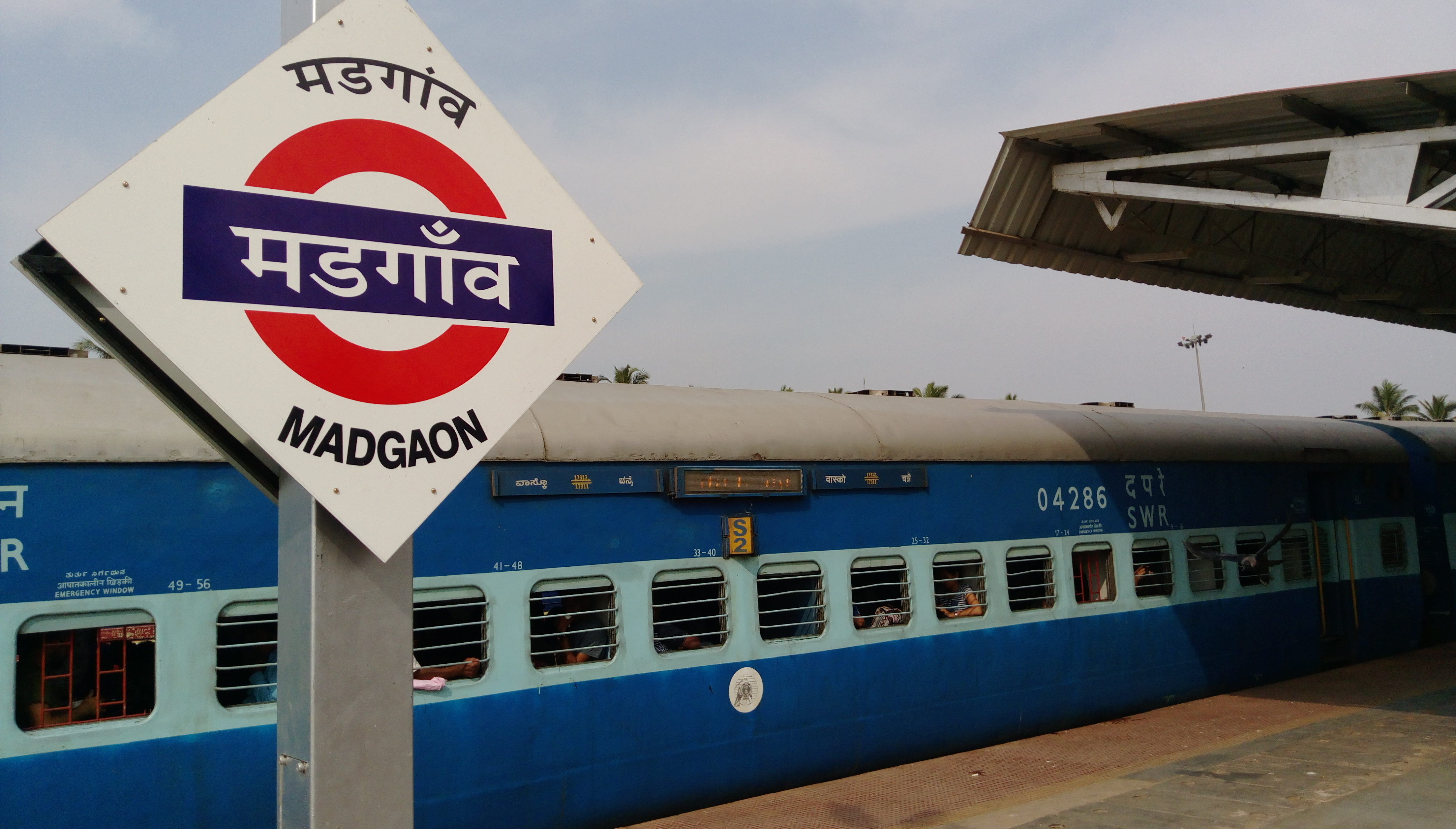
Expresso Vasco–Chenai na estação Margão
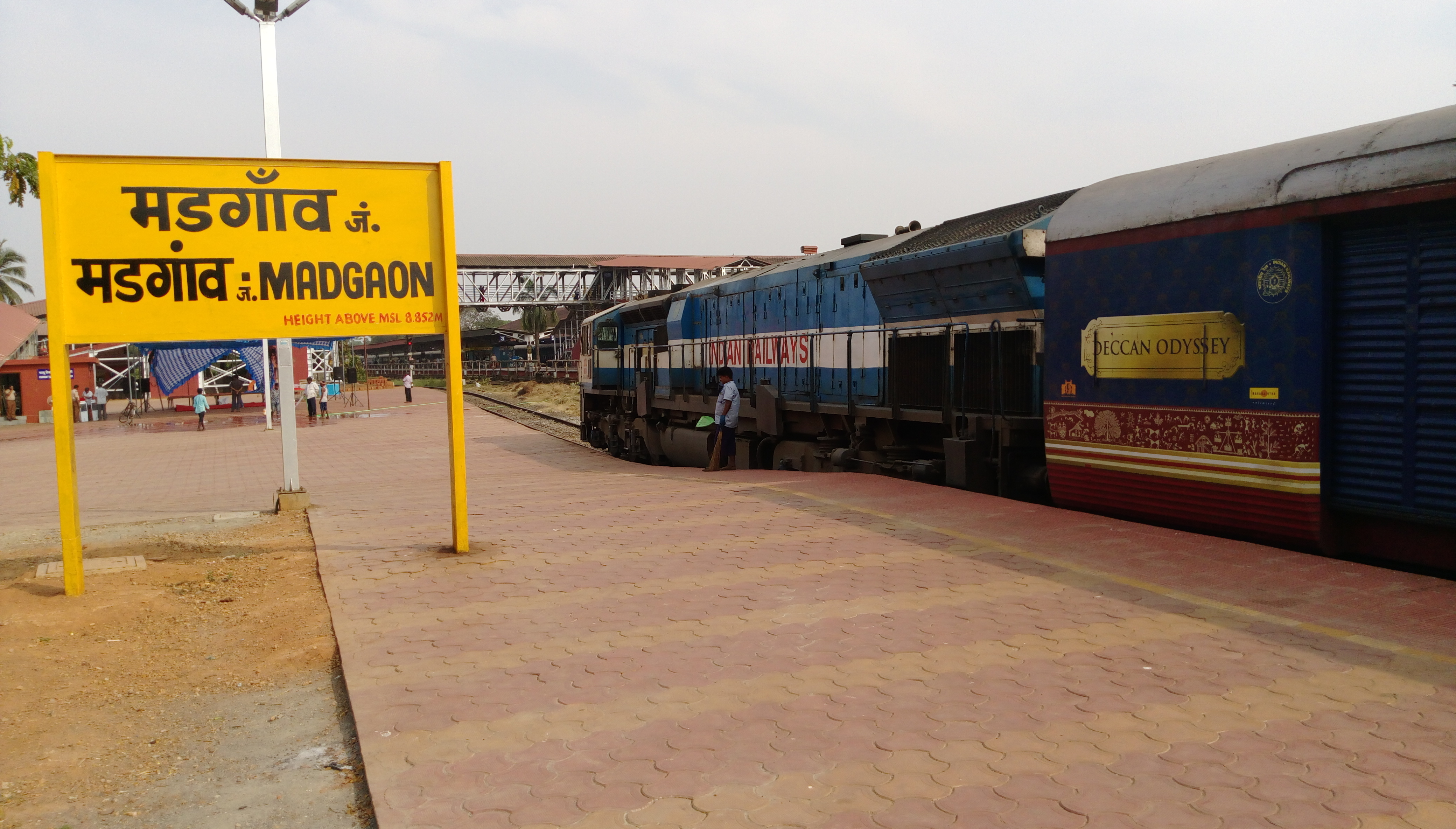
Odisséia do Decão na estação Margão
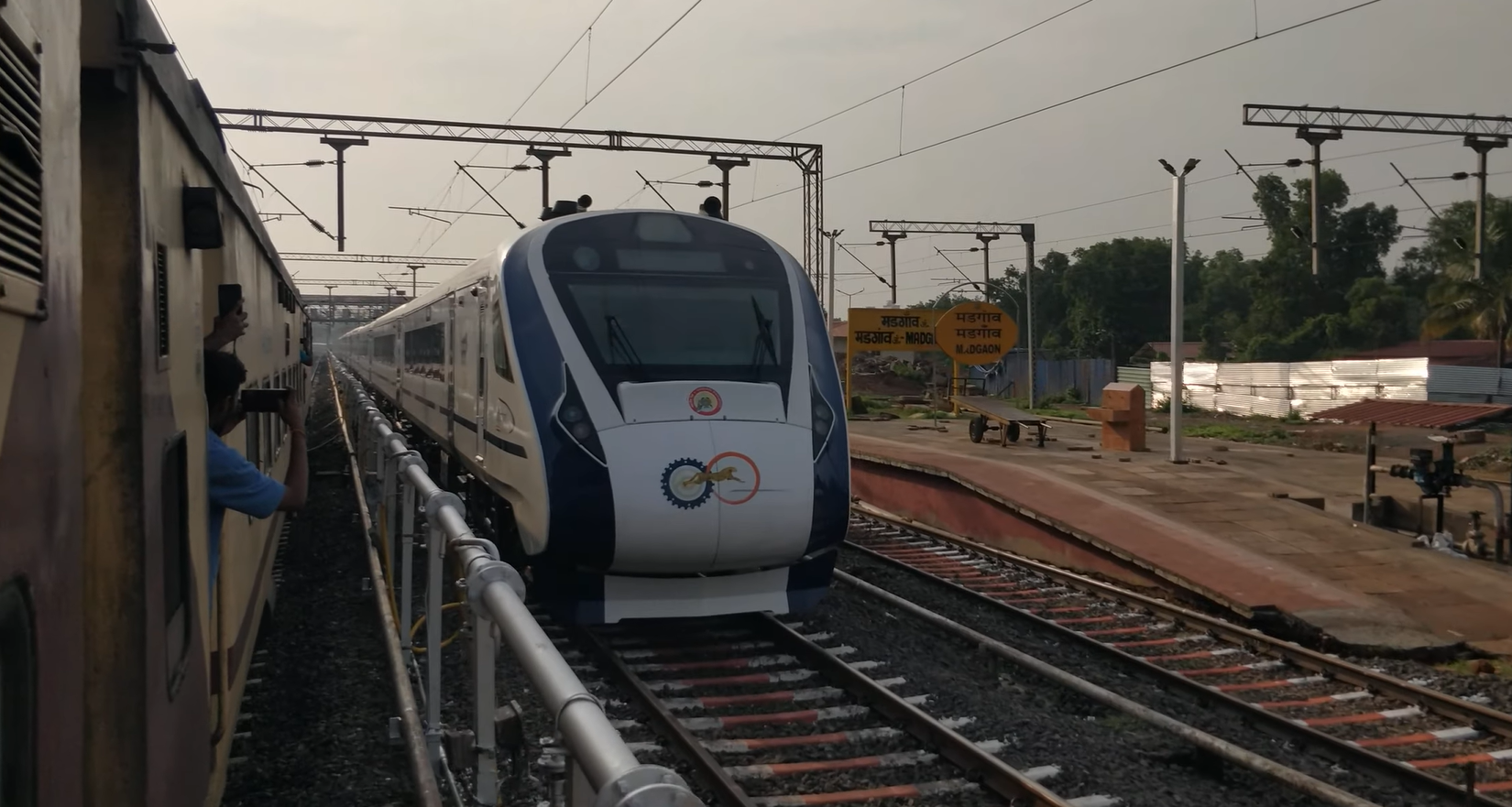
Trem Expresso CSMT VB Margão-Bombaim em espera